# Dragsfjärd
Dragsfjärd est une ancienne municipalité du sud-ouest de la Finlande, dans la région de Finlande du Sud-Ouest.
La commune a fusionné avec les communes de Kimito et Västanfjärd pour créer la commune de Kimitoön.
Elle est à majorité suédophone et est une des rares communes à ne même pas avoir de nom finnois alternatif.
La commune était assez petite, occupant la pointe sud-ouest de l'île de Kimito, la plus grande île de l'Archipel de Turku. Elle compte également de nombreuses petites îles (en tout près de 2 000) et archipels, s'étendant jusqu'aux îles extérieures du Golfe de Finlande. Elle comprend d'ailleurs une partie du parc national de l'archipel du sud-ouest.
Certaines des îles sont parmi les plus méridionales du pays, l'îlot de Bengtskär portant la construction humaine (un phare) la plus au sud de la Finlande.
Le principal village, Dalsbruk (Taalintehdas en finnois) regroupe la moitié des habitants et présente un caractère nettement industriel. Il fut fondé en 1686 autour d'une forge, et on peut voir aujourd'hui plusieurs bâtiments datant du XVIIIe siècle. Une aciérie du groupe Ovako continue à fonctionner aujourd'hui, ainsi qu'une conserverie de poisson.
Le village se situe à 180 km de Helsinki et 85 km de Turku.

## Liens externes

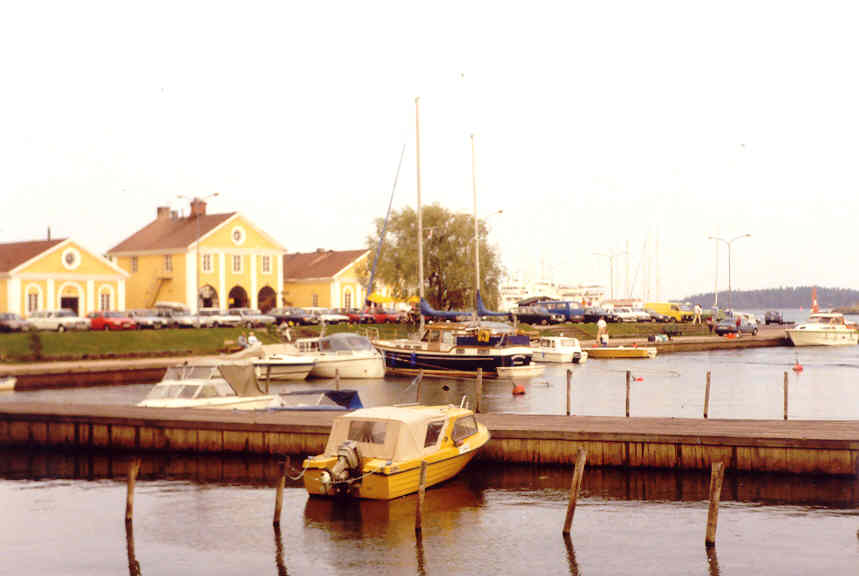
Port de Dalsbruk, été 1992
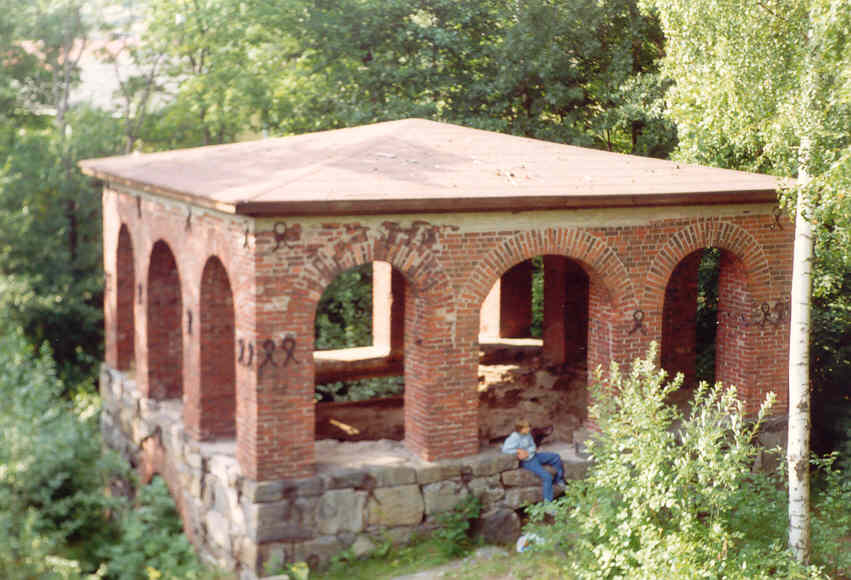
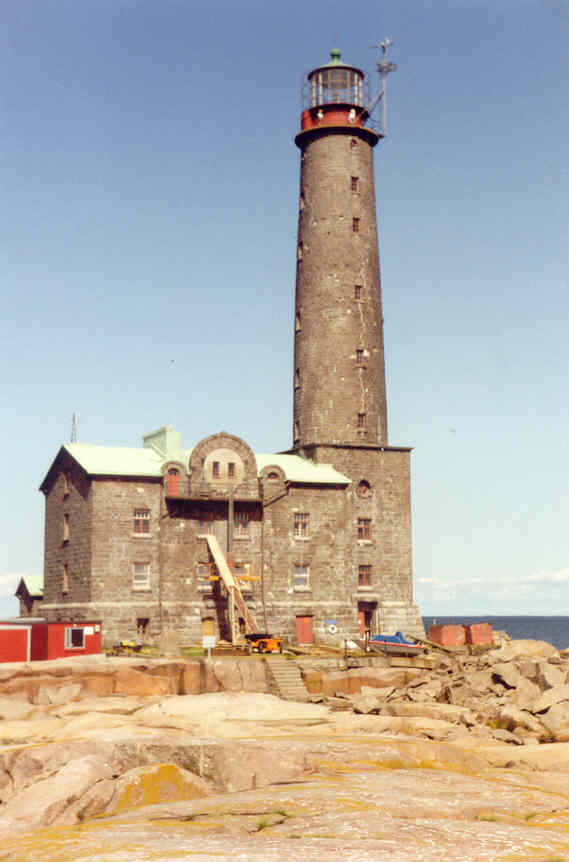